# Изолированные языки
Изоли́рованный язы́к (язы́к-изоля́т) — язык, который не входит ни в одну известную на сегодня языковую семью; можно сказать, что каждый изолированный язык образует отдельную языковую семью, состоящую только из этого языка и его диалектов. Наиболее известные примеры подобных языков включают корейский, баскский, бурушаски, шумерский, нивхский, эламский, этрусский.
«Изолированными» называются только те языки, о которых собрано достаточно сведений, и вхождение их в одну из известных языковых семей не было доказано даже после усиленных попыток сделать это. В противном случае, такие языки называются «неклассифицированными».
Изолированные языки могут (предположительно) входить в более глубокие языковые объединения — макросемьи или гиперсемьи — однако они, как правило, всё равно именуются «изолятами». Таковы, например, баскский язык и бурушаски, которые часто включаются в сино-кавказскую макросемью.
С другой стороны, в соответствующем контексте, термин «изолированный язык» может употребляться и по отношению к языкам, входящим в языковую семью, но образующим там отдельные группы, состоящие только из этого языка (например, албанский, армянский, фригийский, венетский в индоевропейской семье); по отношению к таким случаям употребляется также термин «моногруппа»). Без соответствующего контекста, однако, «изолированный язык» понимается обычно в «абсолютном» смысле.
На поверку некоторые изолированные языки могут оказаться небольшими семьями, состоящими из нескольких языков, которые раньше считались диалектами. Таковы, например, японская семья (включающая ещё один или несколько рюкюских языков), айнская семья и тирренская семья.
Изолированными иногда называются также языки, у которых родственные им языки исчезли в историческое время. Например, кетский язык может в определённом контексте быть назван изолированным, так как он является единственным живым представителем енисейской семьи, а язык пираха в Бразилии может быть назван изолятом потому, что он является последним живым представителем муранской семьи (куда входили ещё три языка). Баскский язык, видимо, также входит в гипотетическую васконскую (эускарскую) семью вместе с давно вымершим аквитанским языком.
Изолированные языки могут также рассматриваться как особый случай неклассифицированных языков, оставаясь таковыми даже после усиленных попыток доказать их родство с другими языками. В некоторых случаях такие попытки могут привести к успеху и тогда изолят перестаёт считаться таковым: так, например, для языка янюва на севере Австралии, долгое время считавшегося изолированным, недавно было доказано вхождение в пама-ньюнганскую семью. Так как часто не все (или не сразу) лингвисты соглашаются с доказательствами родства одного языка с другим, вопрос о том, является ли тот или иной язык настоящим изолятом, может оставаться предметом дискуссий.

## Причины
Существует несколько причин существования изолированных языков:
- отсутствие живых родственников: у изолированного языка могли существовать родственные языки, но все они вымерли, не оставив после себя никакого следа;
- долгое существование в изоляции: если язык отделился от праязыка достаточно давно, то он может значительно отличаться от других языков, развившихся из того же языка-предка; это, в частности, касается языков, неродственных на уровне семей, но входящих в какую-либо макросемью.

## Список изолированных языков

### Изоляты Евразии
- Айнский язык — язык, сохранившийся на острове Хоккайдо в Японии; ранее существовало, по меньшей мере, ещё два айнских языка — на Сахалине и на Курилах.
- Баскский язык — официальный язык Баскских земель (северо-восток Испании и юго-запад Франции), считающийся родственным вымершему аквитанскому языку. Иногда гипотетически причисляется к сино-кавказским языкам.
- Бурушаски — язык на севере Пакистана, в Кашмире.
- Корейский язык — язык Корейского полуострова, официальный язык в КНДР и Республике Корея; небольшая группа исследователей считает его родственником японскому (в рамках пуёских языков) и относит к алтайской семье, однако большинство считает его изолятом.
- Кетский язык — единственный живой представитель енисейской семьи языков, на котором говорят кеты в районе бассейна реки Енисей.
- Кусунда — язык в западном Непале.
- Нивхский язык — язык в бассейне реки Амгунь и на севере о. Сахалин. Традиционно причисляется к числу палеоазиатских языков, хотя это не генетическое объединение.
- Нахали — язык, распространённый в Индии (Махараштра, Мадхья-Прадеш), ранее классифицируемый как австроазиатский.

### Изоляты Африки
- Берта — один из языков Эфиопии, рассматриваемый в рамках нило-сахарской гипотезы.
- Гумуз — один из языков Эфиопии, рассматриваемый в рамках нило-сахарской гипотезы.
- Квади — вымерший в XX веке язык юго-запада Анголы, рассматривается в рамках койсанской гипотезы.
- Кунама — язык в Эритрее, рассматривается в рамках нило-сахарской гипотезы.
- Нара — язык на юго-западе Эритреи, входящий в восточносуданскую надсемью.
- Сандаве — язык Танзании, рассматриваемый в рамках койсанской гипотезы.
- Хадза — язык Танзании, рассматриваемый в рамках койсанской гипотезы.

### Изоляты Нового света
Генеалогия аборигенных языков индейцев Нового света, которые очень раздроблены, ещё довольно плохо изучена; для многих из этих языков родственные связи, по-видимому, уже никогда не будут окончательно установлены. Общее количество языков Нового Света, чья классификация неясна, достигает нескольких сот (включая исчезнувшие).
Известные изолированные языки Нового света:
- арутани (Бразилия);
- бетой (Венесуэла, Колумбия);
- ваорани (Эквадор, Перу);
- тауширо (Перу);
- хайда (Канада);
- мапуче (Чили и Аргентина).

## Древние языки
Большинство древних языков, относимых к изолятам, являются скорее неклассифицированными, так как о них известно слишком мало, чтобы делать окончательные выводы. Таковы, например, минойский, иберский, пиктский, касситский, тартессийский, банановые языки.
Всего несколько из этих языков могут считаться настоящими изолятами: их письменность дешифрована, грамматика изучена достаточно хорошо, однако имеющиеся сведения не позволяют надёжно включить их в одну из известных языковых семей, зачастую даже на уровне макросемьи.
Таковы:
- шумерский язык;
- эламский язык — некоторыми исследователями предполагается его отдалённое родство с дравидийскими языками или афразийскими языками;
- хаттский язык — несмотря на некоторое сходство с абхазо-адыгскими языками, при сегодняшнем уровне знаний является скорее изолированным;
- мероитский язык — несмотря на то, что его письменность была прочтена ещё в XIX в., язык классифицировал и дешифровал лишь в первом десятилетии XXI в. Клод Рийи.

### Неклассифицированные языки
- Иберский язык — установлено его морфологическое сходство с баскским языком, однако можно допустить лишь дальнее родство этих языков.

#### Недешифрованные языки
Частным случаем неклассифицированных языков являются недешифрованные языки: их письменность либо неизвестна науке, либо можно определить лишь звучание текстов/слов, но не их смысл, что значительно затрудняет их классификацию.

## Псевдо-изолированные языки
Существуют языки, часто (или иногда) относимые к изолятам, но по разным причинам не являющиеся таковыми полностью:
- японский язык — входит в японо-рюкюскую семью;
- баскский язык включается в гипотетическую васконскую (эускарскую) семью[англ.] вместе с аквитанским[5].